# Leopold Martin

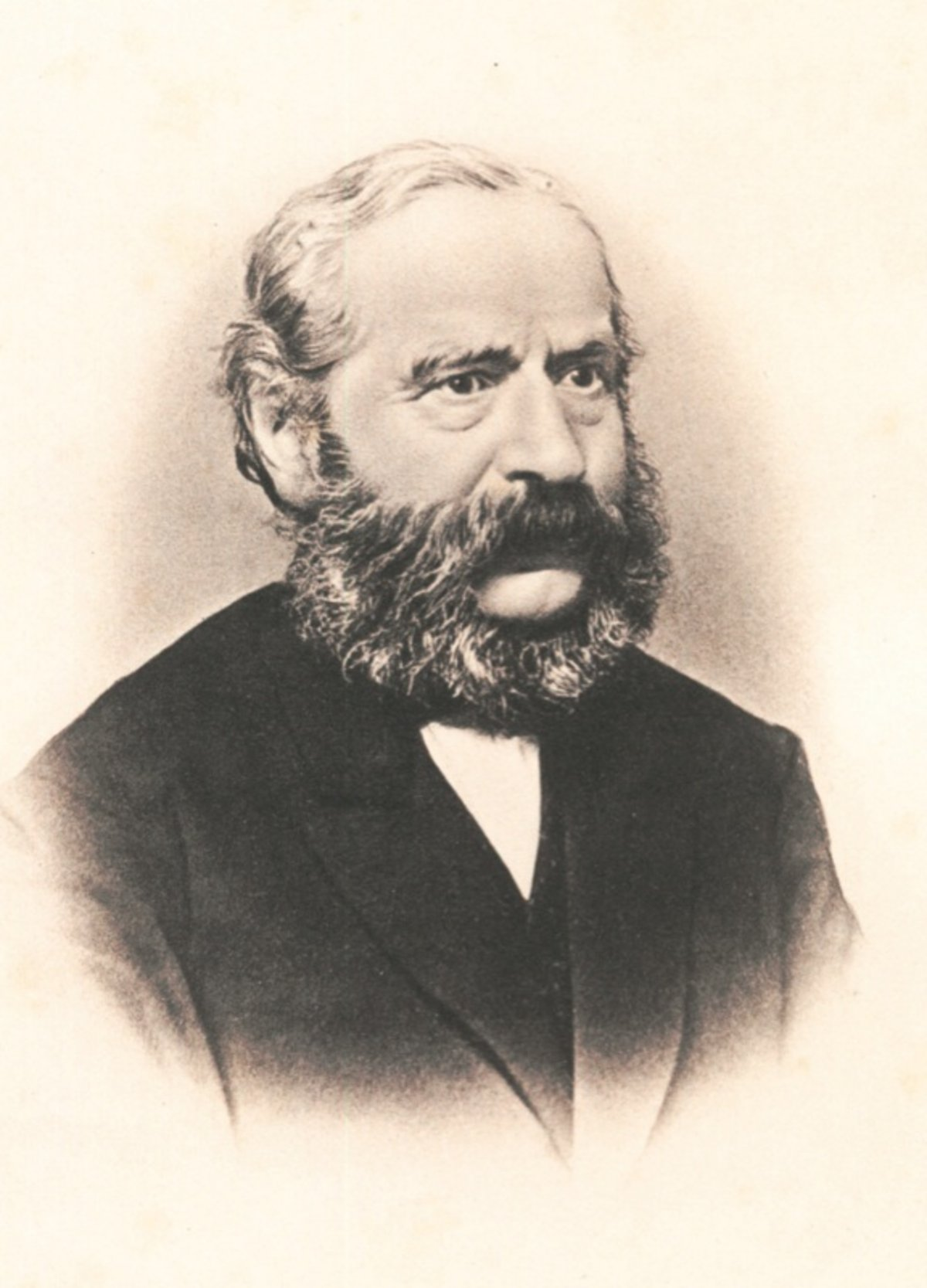
Porträt von Leopold Martin

Philipp Leopold Martin (* 5. November 1815 in Gnadenberg bei Bunzlau, Schlesien; † 7. März 1885 in Stuttgart) war ein deutscher Naturforscher, Ornithologe und Tierpräparator, gilt als Begründer der modernen Museumsdermoplastik und als Vordenker des deutschen Naturschutzes.

## Leben
Martin wurde als Sohn des Feinbäckers Hermann Gottlieb Martin und seiner Frau Sophie, geborene Gericke, im schlesischen Gnadenberg geboren. Als Autodidakt eignete er sich ein umfangreiches Wissen auf dem Gebiet der plastischen Wiedergabe des Tierreichs an. Eine mit Empfehlungen Alexander von Humboldts und Martin Hinrich Lichtensteins in Begleitung seiner ersten Frau Ida, geb. Grunert, und des Naturforschers Carl Ferdinand Appun im Dezember 1848 begonnene Forschungsreise nach Venezuela brach Martin nach dem Tod seiner Frau Ende 1849 ab und kehrte nach Deutschland zurück. 1851 war er in Galizien als Präparator und Reisebegleiter in Diensten von Casimir Graf von Wodzicki. Der Kontakt zu Lichtenstein führte schließlich zur Tätigkeit als Konservator und Präparator am Zoologischen Museum in Berlin, wo er von 1852 bis 1858 tätig war. Einige seiner Präparate aus dieser Zeit sind bis heute erhalten geblieben. Er folgte 1859 einem Ruf an das Königliche Naturalienkabinett in Stuttgart, dessen Angestellter und Erster Präparator er bis 1874 war. Der württembergische König Wilhelm I. beauftragte ihn 1862 mit der Planung eines Akklimatisationsgarten in Stuttgart. Zur Ausführung kam es durch den Tod des Königs 1864 jedoch nicht. 1871 rief Martin zur Gründung des „Vereins der Vogelfreunde zu Württemberg“ auf und wurde dessen 1. Vorsitzender. Nach seinem Ausscheiden aus dem Staatsdienst gründete er 1874 das „Museum der Urwelt bis zur Gegenwart“ in Stuttgart, ein privates Naturalienkabinett im Nill'schen Tiergarten, das er allerdings 1877 wieder schließen musste. Ab 1869 verstärkte Martin seine schriftstellerische Tätigkeit. Zuletzt publizierte er zwischen 1882 und 1884 die vierbändige „Illustrirte Naturgeschichte der Thiere“, deren Teilband über die Fische und Lurche im Jahr 2001 neu aufgelegt wurde. Der Ehe mit seiner zweiten Frau Valeska, geb. Beck, entstammten zwei Söhne. Der ältere, Leopold Martin (1854–1891), wurde ebenfalls Präparator, der jüngere, Paul Martin (1861–1937), bekleidete einen Lehrstuhl an der Veterinärmedizinischen Fakultät der Universität Gießen.

## Leistungen
Philipp Leopold Martin war ein bedeutender Tierpräparator und gilt als Begründer der modernen Dermoplastik. Seine dreibändige "Praxis der Naturgeschichte" (1869–1882) war für mehrere Jahrzehnte das Standardwerk der Tierpräparation. Eine große Bedeutung hatte er auch als Pionier des modernen, der Volksbildung verpflichteten Naturkundemuseums. Auf ihn geht die Einführung von Dioramen im Sinne von baulichen Elementen zurück; sein Vorschlag, Tiergruppen in Nischen mit Oberlicht und gemalten Hintergründen zu präsentieren, wurde in mehreren Naturkundemuseen umgesetzt. Schließlich ist er auch als Vordenker des Naturschutzes in Deutschland anzusehen. In seiner Aufsatzreihe „Das deutsche Reich und der internationale Thierschutz“ verwendete er 1871 als Erster den Begriff „Naturschutz“ in seiner heutigen Bedeutung. Diese Publikation kann zudem als erste deutschsprachige programmatische Naturschutzschrift angesehen werden. Zwischen 1871 und 1882 verfasste Martin diverse Publikationen mit naturschutzpraktischen Anleitungen für einen nationalen und internationalen Natur- und Artenschutz. Seine Leistungen als Vordenker des deutschen Naturschutzes gerieten schon kurz nach seinem Tod vollkommen in Vergessenheit und wurden erst 2011 wiederentdeckt.

## Werke
- Die Praxis der Naturgeschichte: Ein vollständiges Lehrbuch über das Sammeln lebender und toter Naturkörper; deren Beobachtung, Erhaltung und Pflege im freien und gefangenen Zustande; Konservation, Präparation und Aufstellung in Sammlungen. - 1. Teil: Taxidermie oder die Lehre vom Konserviren, Präpariren und Naturaliensammlen auf Reisen, Ausstopfen und Aufstellen der Thiere, Naturalienhandel etc. ... zugl. 3. Aufl. von C.L. Brehm. "Die Kunst, Vögel als Bälge zu bereiten etc." in gänzlicher Umarbeitung. - Weimar: Voigt, 1869. - 2. Teil: Dermoplastik und Museologie oder das Modelliren der Thiere und das Aufstellen und Erhalten von Naturaliensammlungen. – Weimar: Voigt, 1870. - 3. Teil, 1. Hälfte: Naturstudien ... Die botanischen, zoologischen und Akklimatisationsgärten, Menagerien, Aquarien und Terrarien in ihrer gegenwärtigen Entwicklung : nebst Vorschlägen und Entwürfen für die Anlegung von Naturgärten. – Weimar : Voigt, 1878. - 3. Teil, 1. Hälfte:  Atlas zur Praxis der Naturgeschichte... / 12 Tafeln nach Zeichnungen von Leopold Martin jun. – Weimar: Voigt, 1878. - 3. Teil, 2. Hälfte: Naturstudien ... Allgemeiner Naturschutz : Einbürgerung fremder Thiere und Gesundheitspflege gefangener Säugethiere und Vögel. - Weimar: Voigt, 1882.
- Das deutsche Reich und der internationale Thierschutz (1871/1872): siebenteilige Artikelserie; veröffentlicht in "Der Waidmann" 3 (1871/72) H. 1–7.
- Chr. Ludw. Brehm’s Vogelhaus und seine Bewohner : Pflege und Züchtung der in Käfigen und Volieren zu haltenden einheimischen und tropischen Schmuck- und Singvögeln. – 3. Aufl. von Brehm’s „Kanarienvögel“ etc. in zeitgemässer, durchaus selbständiger Umarbeitung. - Weimar: Voigt, 1872.
- Unsere Sänger in Feld und Wald : eine kurze Belehrung über den nothwendigen Schutz der Singvögel im Freien und deren richtige Pflege in der Gefangenschaft.  - Stuttgart: Levy und Müller, 1873.
- Das Leben der Hauskatze und ihrer Verwandten ; eine Schilderung ihrer Abstammung und Geschichte, ihrer Rassen und Varietäten; Lebensweise, Nutzen und Schaden, Krankheiten, Pflege und Erziehung etc. – Weimar: Voigt, 1877.
- Mensch und Thierwelt im Haushalt der Natur : eine Lebensfrage unserer Zeit vom praktischen Gesichtspunkt behandelt. - Stuttgart : Levy und Müller, 1880.
- Illustrirte Naturgeschichte der Thiere. Werk in 4 Bänden, herausgegeben von Philipp Leopold Martin. - Illustrirte Naturgeschichte der Thiere, Bd. 1, 1 (Säugetiere), Leipzig (Brockhaus) 1882, mit Illustrationen von Gustav Mützel. - Illustrirte Naturgeschichte der Thiere, Bd. 1, 2 (Vögel), Leipzig (Brockhaus) 1884. - Illustrirte Naturgeschichte der Thiere, Bd. 2, 1 (Kriechthiere und Lurche, Fische), Leipzig (Brockhaus) 1882. - Illustrirte Naturgeschichte der Thiere, Bd. 2, 2 (Insekten...), Leipzig (Brockhaus) 1884.